# بوئکل
بوئکل (به هلندی: Boekel) یک منطقهٔ مسکونی در هلند است که در کاستریکوم واقع شده‌است.